# Tresants
A l'antiga Esparta, els tresants (en grec antic: τρέσαντες, trésantes) eren els espartans que havien estat castigats amb l'atímia, és a dir, la pèrdua d'alguns o tots dels seus drets de ciutadania. Prové del participi (grec antic: τρέσας, -σαντος) del verb τρέω, tréō 'ésser covard, fugir de por'.
No se sap molt bé com s'aplicava aquesta sanció, i en tot cas no estava ben especificat per les lleis i depenia més de l'opinió dels ciutadans. En general sembla que tots els que es negaven a seguir els costums nacionals deixaven de ser considerats ciutadans de ple dret, segons la informació de Xenofont. No obstant això, se sap que qui no donava la seva contribució a la sissícia (menjars col·lectius) perdia també els drets com a ciutadà.
El màxim grau d'infàmia requeia sobre el que fugia del camp de batalla o tornava a casa sense l'exèrcit, com va fer Aristodem després de la batalla de les Termòpiles, segons que conta Heròdot (tot i que en aquest cas va ser conseqüència de l'opinió pública, i va poder treure's el qualificatiu amb noves destreses personals). Els espartans que es van lliurar a l'enemic atenès a la batalla d'Esfactèria van ser castigats amb una mena d'atímia que els impedia presentar-se als càrrecs públics i efectuar cap compra ni venda lícita. Segons Tucídides, posteriorment van recuperar els seus drets.
També a Esparta, els homes fadrins tenien un cert grau d'infàmia, i eren privats d'alguns honors quan els arribava la vellesa. Eren exclosos de participar en algunes festes i eren obligats a cantar cançons difamatòries contra ells mateixos. D'altra banda, no es permetia a cap home considerat tresant de casar-se amb cap espartana, i quan arribaven a vells havien de sofrir el mateix tracte que els fadrins i igualment pagaven una multa. Segons Diodor de Sicília, ningú els donava llum per al seu foc ni ningú no parlava amb ells.
Encara que un tresant a Esparta estava sotmès a dures condicions, no es pot comparar amb l'atímia dels atenesos, que perdien totalment el dret a la ciutadania, sinó que era més aviat un estat d'infàmia. L'atímia d'un covard espartà no era com la d'Atenes, que significava la mort civil, perquè podien actuar fins a cert punt com a ciutadans, encara que patint sempre el menyspreu dels que el veien.